# Agios Georgios (Voria Kerkyra)
Agios Georgios (griechisch Άγιος Γεώργιος (m. sg.)) ist ein Gemeindebezirk im Nordwesten der griechischen Insel Korfu und bildete von 1997 bis 2010 eine Gemeinde; rund 35 Kilometer von Korfu-Stadt entfernt. Im Dorf Agros befand sich der Sitz der Gemeinde.

## Lage
Der Gemeindebezirk Agios Georgios liegt im Nordwesten der Insel Korfu. Benachbarte Gemeindebezirke sind im Norden und Nordosten Esperies, im Osten Feakes und im Süden Paleokastritsa .

## Verwaltungsgliederung
Der Gemeinde Agios Georgios wurde im Rahmen der Gebietsreform 1997 aus 13 Landgemeinden gegründet und ging gemäß der Verwaltungsreform 2010 in der neu gebildeten Gemeinde Kerkyra als einer von 15 Gemeindebezirken auf.
| Ortsgemeinschaft | griechischer Name                  | Code     | Fläche (km²) | Einwohner 2001 | Einwohner 2011 | Dörfer und Siedlungen                    |
| ---------------- | ---------------------------------- | -------- | ------------ | -------------- | -------------- | ---------------------------------------- |
| Agros            | Τοπική Κοινότητα Αγρού             | 32030201 | 3,174        | 600            | 365            | Agros, Aspiotades, Manatades, Rafalades  |
| Agios Athanasios | Τοπική Κοινότητα Αγίου Αθανασίου   | 32030202 | 1,968        | 267            | 192            | Agios Athanasios                         |
| Arkadades        | Τοπική Κοινότητα Αρκαδάδων         | 32030203 | 1,649        | 150            | 090            | Arkadades                                |
| Armenades        | Τοπική Κοινότητα Αρμενάδων         | 32030204 | 3,612        | 305            | 177            | Armenades, Agios Georgios, Termenades    |
| Afionas          | Τοπική Κοινότητα Αφιώνος           | 32030205 | 2,425        | 305            | 297            | Afionas, Afionitika                      |
| Dafni            | Τοπική Κοινότητα Δάφνης            | 32030206 | 2,167        | 412            | 290            | Dafni, Gavrades                          |
| Drosato          | Τοπική Κοινότητα Δροσάτου          | 32030207 | 1,324        | 261            | 146            | Drosato                                  |
| Kavvadades       | Τοπική Κοινότητα Καββαδάδων        | 32030208 | 4,734        | 768            | 651            | Kavvadades, Arillas, Saoulatika          |
| Kastellani Gyrou | Τοπική Κοινότητα Καστελλάνων Γύρου | 32030209 | 1,326        | 301            | 106            | Kastellani, Troumbettas                  |
| Mesaria          | Τοπική Κοινότητα Μεσαριάς          | 32030210 | 3,567        | 249            | 224            | Mesaria, Kopsochilades                   |
| Pagi             | Τοπική Κοινότητα Πάγων             | 32030211 | 7,295        | 676            | 511            | Pagi, Agios Georgios, Prinylas, Vatonies |
| Rachtades        | Τοπική Κοινότητα Ραχτάδων          | 32030212 | 2,436        | 338            | 179            | Rachtades                                |
| Chorepiskopi     | Τοπική Κοινότητα Χωρεπισκόπων      | 32030213 | 2,759        | 326            | 203            | Chorepiskopi                             |
| Gesamt           | Gesamt                             | 320302   | 38,436       | 4958           | 3431           |                                          |

## Sonstiges

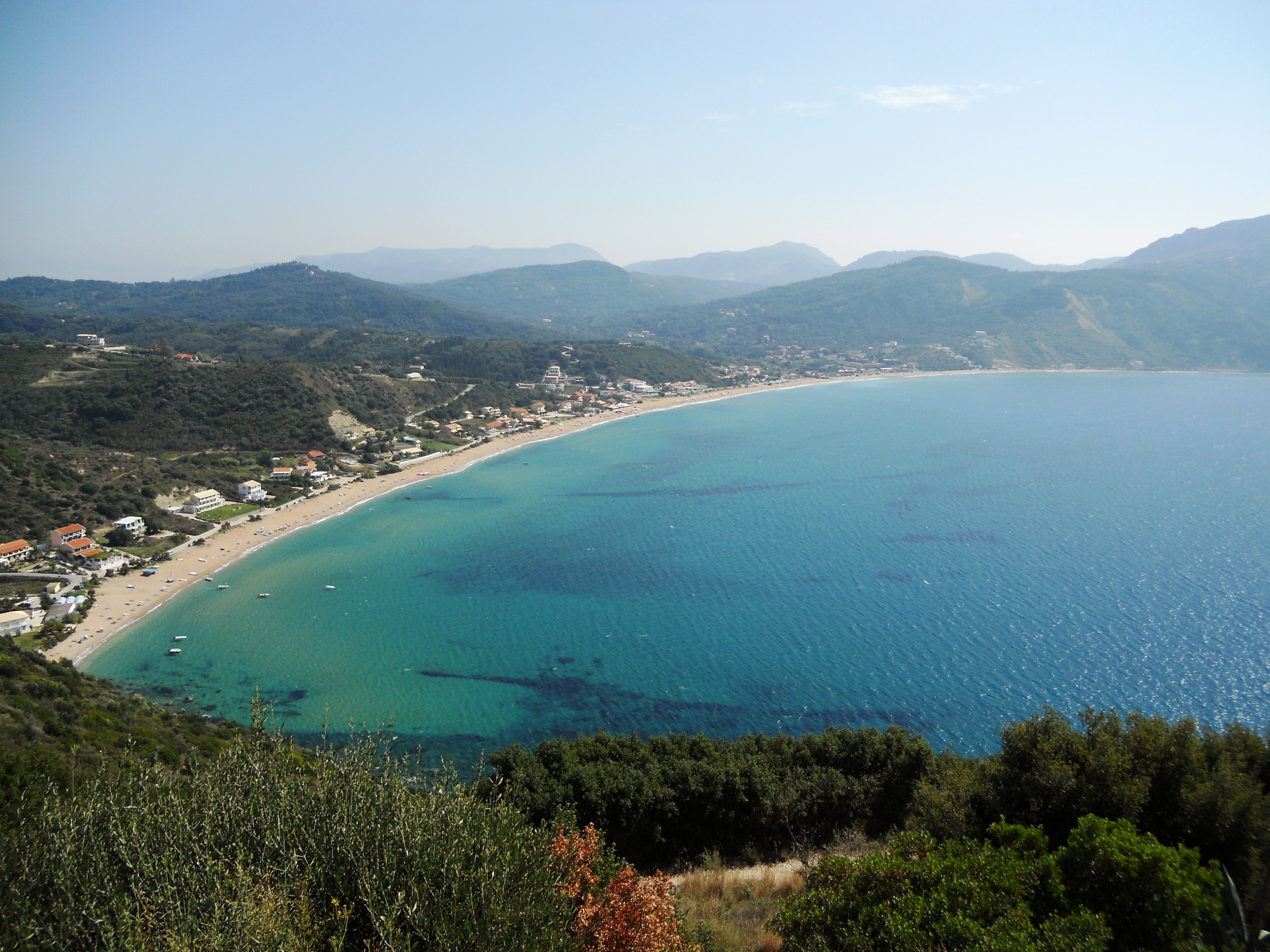
Bucht von Agios Georgios, Blick von Afionas aus

Die Bucht von Agios Georgios hat einen drei Kilometer langen Sandstrand und ist bei Individualtouristen und Familien sehr beliebt. Die ungefähr 3500 Einwohner leben vom Tourismus und der Landwirtschaft.
Im Gemeindebezirk Agios Georgios, insbesondere in dem malerischen Ortsteil Afionas, haben sich zahlreiche Deutsche, unter ihnen etliche Künstler, niedergelassen. So ist es auch zu erklären, dass Agios Georgios Schauplatz etlicher deutscher Kriminalromane von Roberto Bardéz und Ronnith Neumann ist. Der Krimi Ionische Nacht von Demian Baldvin spielt sich ebenfalls zu weiten Teilen in der Bucht von Agios Georgios sowie in den Nachbarorten Afionas, Arillas und Pagi ab.